# Karner (Ebern)
Der spätgotische Karner (Ossarium) steht neben der katholischen Stadtpfarrkirche St. Laurentius im Zentrum der Kleinstadt Ebern im Landkreis Haßberge (Unterfranken). Das historische Beinhaus des ehemaligen Friedhofs wurde nach dem Zweiten Weltkrieg zur Kriegergedächtnisstätte umgestaltet und dient teilweise auch als Ausstellungsraum.

## Geschichte

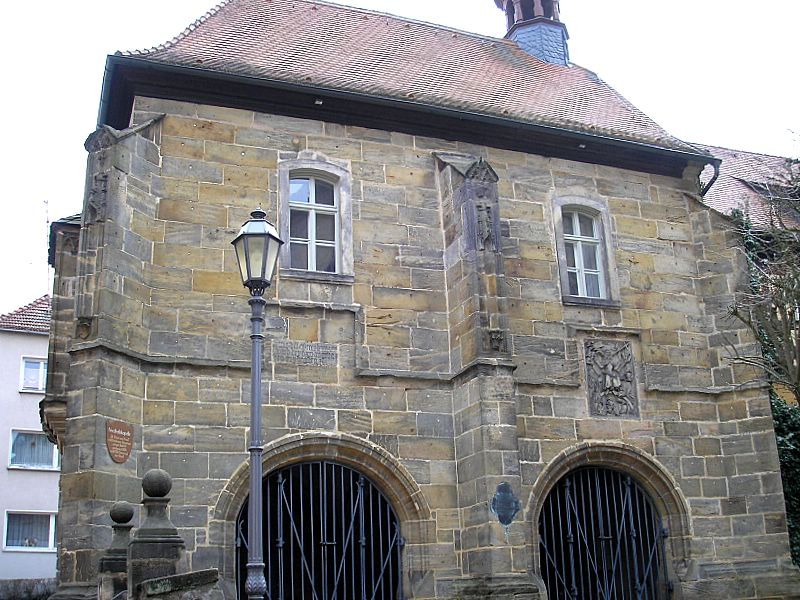
Ansicht von Norden

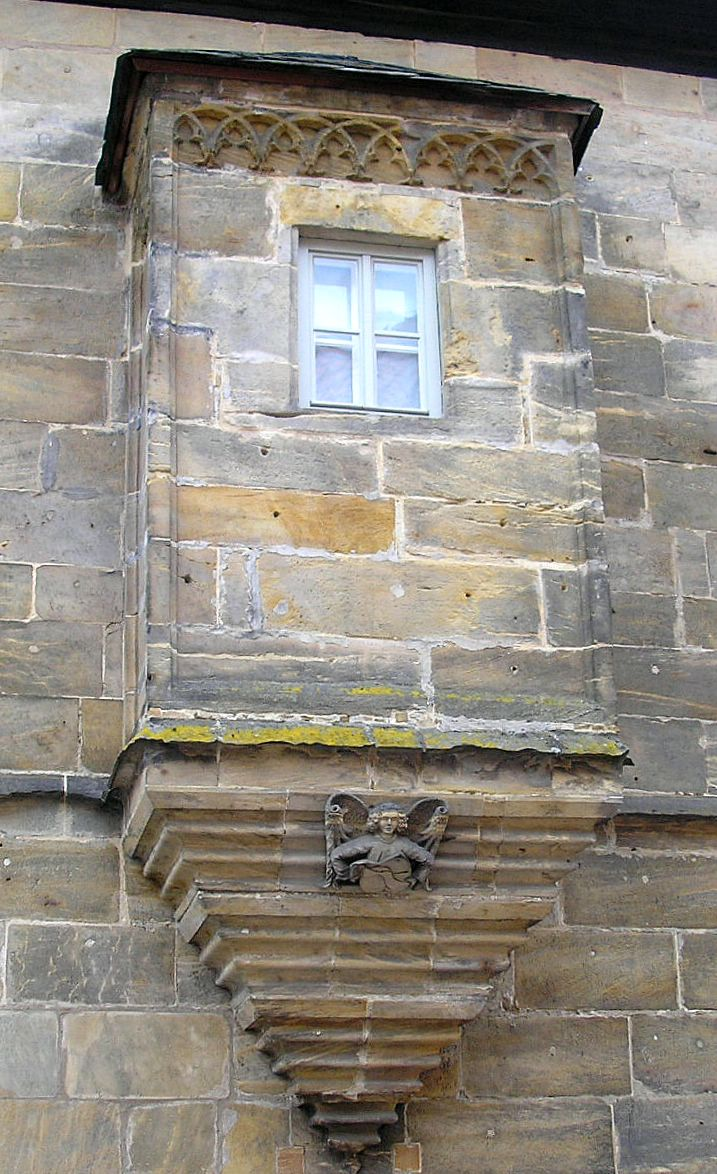
Der Altarerker der Ostseite

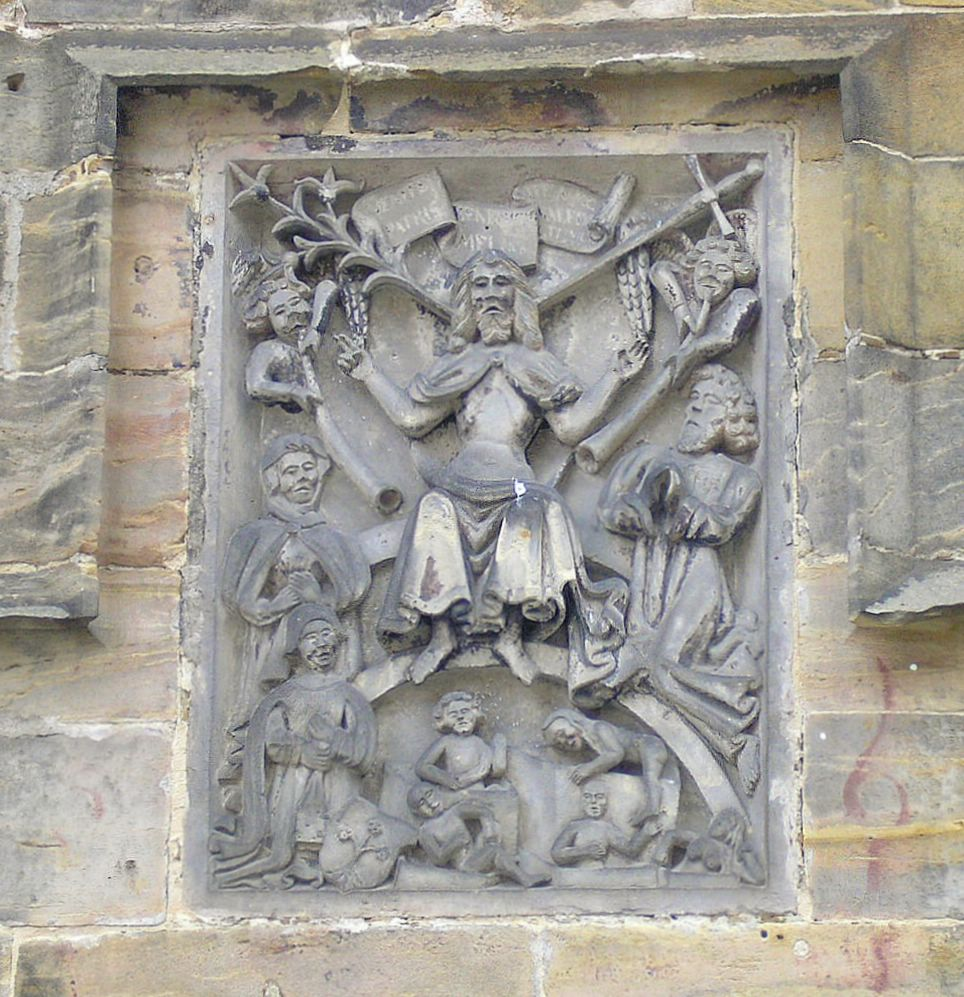
Das Jüngste Gericht an der Nordseite

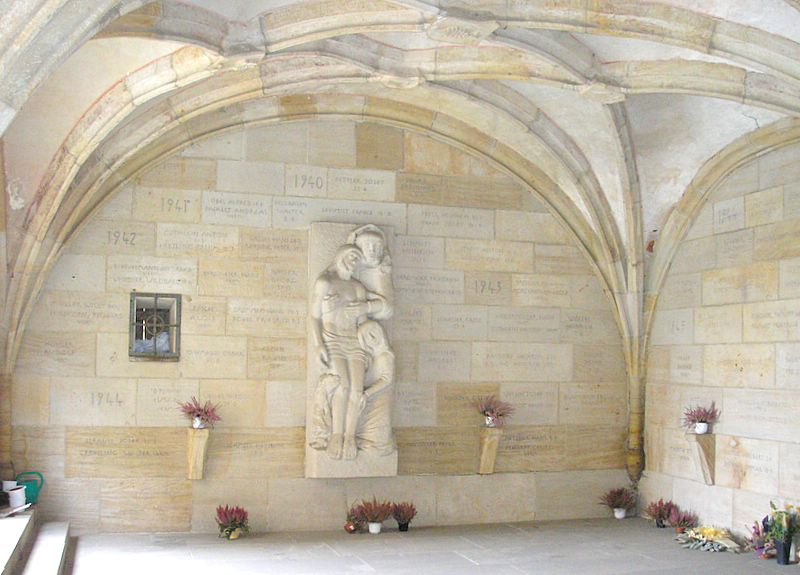
Die Kriegergedächtnisstätte im ehemaligen Beinhaus

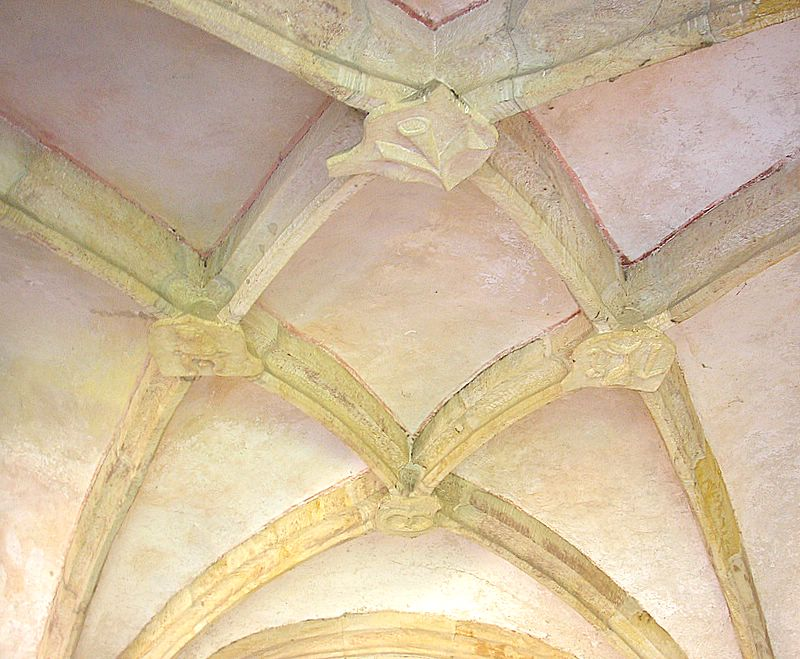
Blick ins Gewölbe

Nach der Bauinschrift an der Nordwand des doppelstöckigen Sandsteinquaderbaues wurde das Bauwerk 1464 begonnen: „Anno dni m ccc lxiiii iar ward der baw an gehaben zv pfingsten“. Aus dem Jahr 1469 ist die Stiftung einer Vikarie zum wohl bereits fertiggestellten Ossarium überliefert.
Die Friedhofskapelle im Obergeschoss war den Heiligen Peter und Paul (SS. Petri et Pauli in Ossorio) geweiht und diente wie zahlreiche ähnliche Anlagen der Aufnahme der Gebeine aus den aufgelassenen Gräbern des städtischen Gottesackers.
Nach der Verlegung des Friedhofs nördlich vor die Stadt wurde der Karner 1803 profaniert. Seit 1804 diente das Obergeschoss als Schulraum. Das Erdgeschoss wurde als Holzlege verwendet.
Nach dem Zweiten Weltkrieg gestaltete man die offene Halle des ehemaligen Beinhauses zur Kriegergedächtnisstätte um. Im Obergeschoss präsentiert die benachbarte Stadtbücherei mehrmals im Jahr kleine Ausstellungen. Gelegentlich wird der ehemalige Kapellenraum auch für Veranstaltungen genutzt.

## Beschreibung

### Außenbau
Der Karner bildet zusammen mit der benachbarten Pfarrkirche und dem Fachwerkbau des Pfarrhauses ein charakteristisches Ensemble westlich des Marktplatzes. Während der Außenbau der Kirche im 18. und 19. Jahrhundert durch die Barockisierung und anschließende Regotisierung der Fenster verändert wurde, blieb das ehemalige Beinhaus weitgehend in seiner originalen spätmittelalterlichen Erscheinung erhalten.
Der Außenbau ist verhältnismäßig reich gegliedert. Über einem gekehlten Sockel steigen die beiden Geschosse auf, die durch ein Wasserschlaggesims getrennt werden. Das Gesims wurde über die vorspringenden Strebepfeiler und den Erker weitergeführt.
Das Bauwerk wird von einem Walmdach aus dem 18. Jahrhundert abgeschlossen. Über dem westlichen Krüppelwalm sitzt ein zierliches Glockentürmchen mit offener Laterne und schiefergedeckter Kuppel.
Das Erdgeschoss der zweijochigen, unverputzten Rechteckanlage öffnet sich in zwei großen Rundbögen mit reich profilierten Gewänden nach Norden. Die schmiedeeisernen Gitter stammen aus der Zeit nach dem Zweiten Weltkrieg. An der Ostwand des Obergeschosses springt ein rechteckiger Altarerker aus. An der profilierten Abkragung des Erkers hält ein Engel das Wappen der Herren von Rotenhan. Unter der Bedachung läuft ein Maßwerkfries aus Kreuzbögen mit Nasen und Lilienenden.
An den Gebäudekanten und in der Mitte springen Strebepfeiler mit Stirngiebeln und Pultdächern vor. Konsolen und Baldachine deuten auf einen geplanten oder verlorenen Skulpturenschmuck hin. Die Konsolen zeigen eine männliche Büste mit Spruchband, ein verwittertes Wappenschild und eine Büste mit dem Rotenhanwappen. Der mittlere Pfeiler im Norden trägt die Inschrift „drost got al glavbig sel“. Daneben ist ein Sandsteinrelief (ca. 1,50 m × 1,10 m) des Jüngsten Gerichts eingelassen. Christus thront als Weltenrichter über den erwachenden Toten. Der Erlöser wird von Maria und Johannes dem Täufer flankiert. Links unten kniet eine weibliche Figur, die durch ein bürgerliches Wappen als Stifterin ausgewiesen ist. Die Historikerin Isolde Maierhöfer identifizierte das Wappen 1980 als das der Familie Frankenhausen.
Auf dem Spruchband über dem Weltenrichter erkennt man die Reste einer aufgemalten Inschrift: „VENITE BENEDICTI PATRIS MEI – ITE A ME MALEDICTI IN IGNEM AETERNVM“ (Matthäus 25,34: Kommet zu mir, ihr Gesegneten meines Vaters – Geht weg von mir, ihr Verdammten, in das ewige Feuer). Die Tafel wirkt für die Bauzeit stilistisch etwas veraltet und erinnert an ähnliche Tafeln in Ochsenfurt (Michaelskapelle) und Würzburg (Marienkapelle).

### Inneres
Das ehemalige Beinhaus im Erdgeschoss wird von einem Netzrippengewölbe mit acht Schlusssteinen überspannt. Die Schlusssteine tragen die Wappen, Hausmarken oder Zunftzeichen der bürgerlichen Stifter, die den Bau zusammen mit der Adelsfamilie Rotenhan finanzierten.
1958 wurde die Gewölbehalle zur Gedächtnisstätte für die Gefallenen der beiden Weltkriege umgestaltet und durch Eisentore abgeschlossen.
Insgesamt sind 169 Namen gefallener oder vermisster Eberner Bürger in die Wände eingemeißelt. Das moderne Relief der Kreuzabnahme an der Ostwand schuf der Bildhauer Helmut Weber.
Den Zugang zum ehemaligen Kapellenraum im Obergeschoss ermöglicht eine Freitreppe an der Westseite. Der schlichte Saal wird von einer Flachdecke abgeschlossen und öffnet sich in einem Rundbogen zum Altarerker im Osten. Diesen ehemaligen Altarraum ziert ein kleines Netzgewölbe.
In die Ostwand des Kapellenraumes ist ein rundes Treppentürmchen eingefügt, dessen Wendeltreppe auf den Dachboden führt. Außen ruht die Vorkragung des Treppenturmes auf der Figur eines nackten, kauernden Mannes.